# Gonomyia pino
Gonomyia pino là một loài ruồi trong họ Limoniidae. Chúng phân bố ở miền Australasia.